# Džamala
Džamala (v anglické transkripci Jamala), vlastním jménem Susana Džamaladinova, česky Susana Džamaladinovová (ukrajinsky Сусана Алімівна Джамаладінова, Susana Alimivna Džamaladinova; 27. srpna 1983 Oš) je ukrajinská zpěvačka krymskotatarského a po matce arménského původu. V roce 2016 se stala vítězkou 61. ročníku Eurovision Song Contest.

## Životopis
Narodila se v kyrgyzském Oši v rodině Krymského Tatara Alima Džamaladinova, který byl z Krymu deportován v roce 1944 a Arménky Galiny Tumašové z Náhorního Karabachu, jejíž rodina byla z Karabachu deportována v rámci boje proti kulakům. Matka pracovala jako učitelka v hudební škole a otec byl pomocný dirigent. Koncem 80. let 20. století se rodina vrátila zpět na Krym.
Na základní umělecké škole se učila hrát na piáno, poté studovala konzervatoř v Simferopolu. Následovalo studium zpěvu na Čajkovského národní hudební akademii v Kyjevě.

## Hudební kariéra

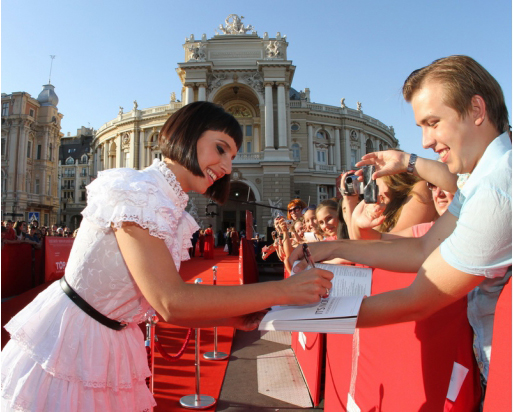
Džamala dává autogram na Filmovém festivalu v Oděse, 2012

Již během studia byla členem jazzové hudební skupiny Beauty band, kde se také seznámila se svou první hudební producentkou. Po vystudování jí byla nabídnuta stáž v milánské La Scale, zároveň se přihlásila do mezinárodní pěvecké soutěže mladých zpěváků populární hudby Nová vlna. Její ročník v roce 2009 vyhrála na děleném prvním místě. Začala se tedy více věnovat pop-music.
V roce 2010 se s písní „Smile“ účastnila ukrajinského národního kvalifikačního kola na Eurovision Song Contest 2011. Ve finále skončila třetí. Následně se však objevily spekulace o manipulacích hlasování vítěze a mělo se konat opakované hlasování. Zde skončila druhá v pořadí, ze soutěže však odstoupila, když nevěřila ani v transparentnost opakovaného hlasování.

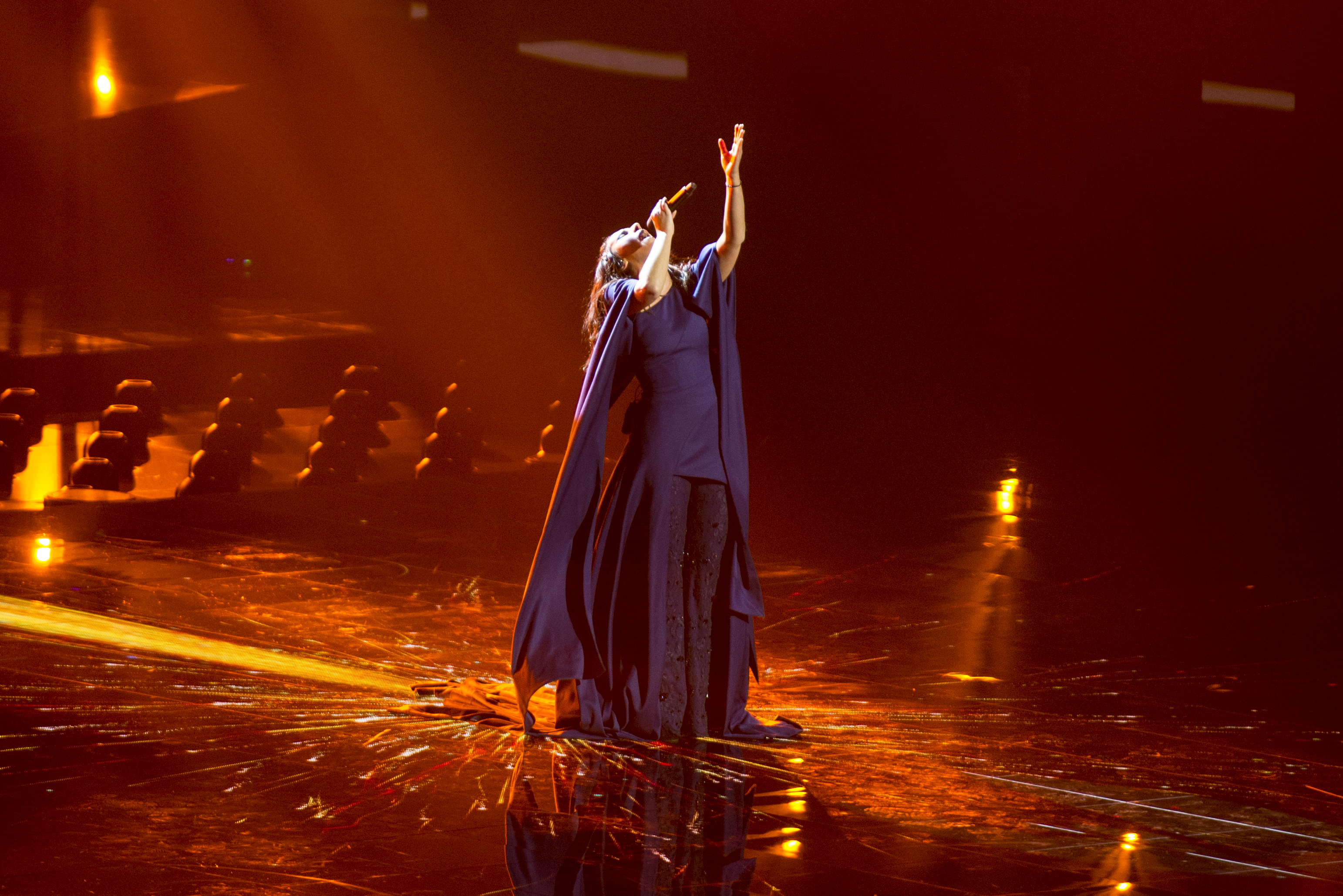
Během svého vystoupení na Eurovizi

V roce 2011 vydala první sólové album For Every Heart (obsahující i skladbu „Smile“), v roce 2013 následovalo album All or Nothing a v roce 2015 album Подих. Zahrála si také v několika ukrajinských filmech.
V roce 2016 se opět zúčastnila národního kvalifikačního kola na Eurovision Song Contest 2016 s písní „1944“, která pojednávala o krymských Tatarech, kteří byli deportováni sovětským režimem za druhé světové války. Národní kolo vyhrála a následně zvítězila i na samotné Eurovision Song Contest. Píseň svou tematikou vzbudila velké kontroverze. Džamala se tak ocitla na hraně pravidel, která nedovolují písně s politickým obsahem, přesto jí bylo povoleno píseň zpívat a byla úspěšná.
Po jejím vítězství jí ukrajinský prezident Petro Porošenko udělil titul národní umělkyně.

## Obvinění v Rusku
Na základě obvinění z hanobení ruské armády Ministerstvo vnitra Ruské federace v polovině října 2023 zařadilo Džamalu na seznam hledaných osob. V listopadu 2023 bylo provedeno její formální zatčení v nepřítomnosti. V době, kdy proběhl tento úkon ruského soudu, se Džamala nacházela na pěveckém turné v Austrálii.